# The Winning Punch (film 1910)
The Winning Punch è un cortometraggio del 1910 diretto da Harry Solter. Il regista, due anni dopo, avrebbe diretto un altro cortometraggio con lo stesso titolo, dalla storia diversa ma sempre con protagonista Florence Lawrence.

## Trama
Una ragazza è indeciso tra due corteggiatori: uno è il vincitore di un incontro di pugilato, il secondo un conte goloso.

## Produzione
Il film fu prodotto dall'Independent Moving Pictures Co. of America (IMP)

## Distribuzione
Il film - un cortometraggio in una bobina - uscì nelle sale statunitensi il 3 gennaio 1910, distribuito dall'Independent Moving Pictures Co. of America (IMP).